# Triadodaphne myristicoides
Triadodaphne myristicoides är en lagerväxtart som beskrevs av Kostermans. Triadodaphne myristicoides ingår i släktet Triadodaphne och familjen lagerväxter. Inga underarter finns listade i Catalogue of Life.